# دايفيد جيمس (ممثل)
دايفيد جيمس (بالإنجليزية: David St. James)‏ هو ممثل أمريكي، ولد في 4 سبتمبر 1947 بهونولولو في الولايات المتحدة.

## وصلات خارجية
- دايفيد جيمس على موقع IMDb (الإنجليزية)
- دايفيد جيمس على موقع قاعدة بيانات الفيلم (الإنجليزية)